# Hypercompe orbiculata
Hypercompe orbiculata är en fjärilsart som beskrevs av Charles Oberthür 1881. Hypercompe orbiculata ingår i släktet Hypercompe och familjen björnspinnare. Inga underarter finns listade i Catalogue of Life.